# Доріс Дей
Доріс Мері Енн Каппельгофф (англ. Doris Mary Ann Kappelhoff; нар. 3 квітня 1922, Цинциннаті, Огайо — пом. 13 травня 2019, Монтерей, Каліфорнія), відома як Доріс Дей (англ. Doris Day) — американська акторка й співачка.
За свою кар'єру в шоу-бізнесі Дей знялася в 35 фільмах, записала понад 650 пісень, була номінована на «Оскар», отримала «Золотий глобус», «Ґреммі» та, в 1989 році, нагороду Сесіла Б. ДеМілля за визначні досягнення в кіно впродовж життя.

## Ранні роки
Народилася в Цинциннаті, Огайо, в родині домогосподарки Альми Софії Велц та вчителя музики Вільгельма (згодом Вільяма) фон Каппельгоффа. Усі її дідусі й бабусі іммігрували в США з Німеччини. Родина батьків швидко розпалася, наче через невірність батька. Хоча вони були римо-католиками, все ж розлучилися. Доріс мала двох старших братів: Річарда, який помер ще до її народження, й Пола. Названа на честь зірки німого кіно Доріс Кеньйон, якою захоплювалася її мати.
Доріс дуже рано захопилася танцем і в середині 1930-х виступала в Цинциннаті в складі танцювального дуету. 13 жовтня 1937 вона пошкодила ноги в автомобільній аварії, що поклало край її танцювальним амбіціям. Одужуючи, Доріс почала брати уроки співу, й у 17 років стала виступати на місцевій сцені.
В період своєї роботи в оркестрі Барні Реппа, приблизно в 1939 або 1940, за порадою керівника оркестру вона взяла сценічний псевдонім Дей, замість Каппельгофф. Репп вважав, що її ім'я занадто довге й важко запам'ятовується. Вибір псевдоніма пов'язаний з назвою першої пісні, яку вона виконувала з оркестром «Day After Day». Після оркестру Реппа Дей працювала з іншими колективами, серед керівників яких — Джиммі Джеймс, Боб Кросбі, Лес Браун. Разом із Брауном вона записала в 1945 свій перший хіт «Sentimental Journey». Для американських солдатів, які мріяли повернутися додому з полів Другої світової війни, ця пісня стала своєрідним гімном. Пісня й досі асоціюється з Дей, вона записувала її кілька разів.

## Кінокар'єра
Співаючи з оркестром Леса Брауна й, впродовж короткого часу, з Бобом Гоупом, Дей багато подорожувала Штатами. Популярність її виступів на радіо та в концертах, особливо її другого хітового запису «My Dreams Are Getting Better All The Time», привела її в кіно. Розлучившись із другим чоловіком, Джорджем Вейдлером, в 1948, вона збиралася покинути Лос-Анджелес і повернутися додому в Цинциннаті. Агент Ал Леві переконав Доріс відвідати вечірку в композитора Джуліуса Стайна. Обставини власного життя й небажання виступати призвели до особливо емоційного виконання пісні «Embraceable You». Стайн та його партнер Семмі Кан були глибоко вражені. Вони порекомендували її на роль у фільмі «Кохання на широких морях» (Romance on the High Seas), над яким вони саме працювали в компанії Warner Brothers. Саме тоді Бетті Гаттон відмовилася від ролі через вагітність, а тому Доріс отримала головну роль.

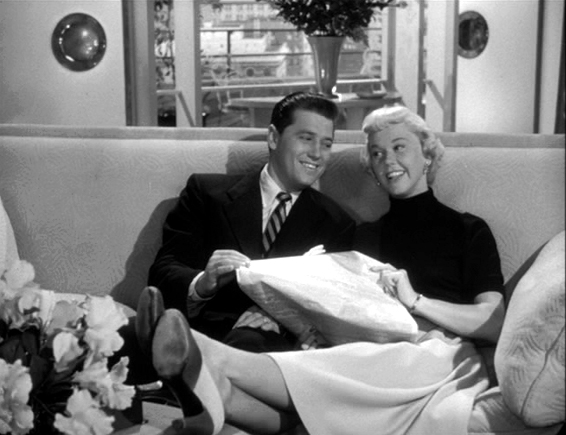
Кадр із фільму «Ліфт до зірок»

У фільмі вона виконала ще один хіт It's Magic. В 1950 американські вояки в Кореї в голосуванні назвали Доріс Дей улюбленою зіркою. Далі вона зіграла в низці незначних і часто ностальгічних мюзиклів Warner Brothers, таких як «Ліфт до зірок» (Starlift), «У місячній затоці» (On Moonlight Bay), «При світлі срібного місяця» (By the Light of the Silvery Moon) та «Чай для двох» (Tea For Two). В 1953 Дей зіграла в фільмі «Нещастя Джейн» (Calamity Jane), і її пісня «Secret Love» здобула «Оскар» в категорії за найкращу оригінальну пісню й стала її четвертим хітом № 1 в США.

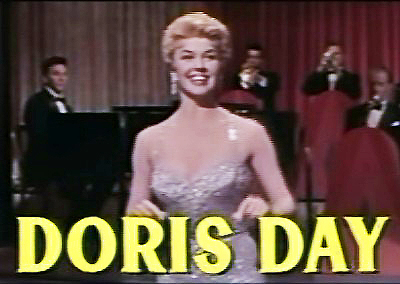
Доріс Дей у трейлері до фільму «Люби мене або лиши мене»

Після фільму «Юні серцем» (Young at Heart, 1954), в якому вона знялася із Френком Синатрою, Дей вирішала не поновлювати контракт із Warner Brothers, а працювати під опікою свого третього чоловіка Марті Мелчера, з яким вона одружилася на свій 29-й день народження. В результаті цієї зміни вона почала грати драматичніші ролі, серед яких — роль співачки Рут Еттінг у фільмі «Люби мене або лиши мене» (Love Me or Leave Me). Пізніше у своїй автобіографії Дей назве цей фільм своїм найкращим. В той час її партнерами були визначні зірки, такі як Джек Леммон, Джеймс Стюарт, Кері Ґрант, Девід Нівен та Кларк Ґейбл.
У фільмі Альфреда Гічкока «Людина, яка знала надто багато» (The Man Who Knew Too Much) Дей проспівала пісню «Que Sera, Sera», яка отримала «Оскар» в категорії найкраща оригінальна пісня, й стала піснею, з якою найбільше асоціюється ім'я Доріс Дей. За словами Джея Лівінгстона, який написав пісню разом із Реєм Евансом, Дей більше подобалася інша пісня з цього фільму «We'll Love Again». Вона пропустила запис «Que Sera, Sera», але підкорилася наполяганням студії. Говорять, що після запису вона сказала другові Лівінгстона: «Ви чули цю пісню в останній раз». Але пісню знову використали в «Будь ласка, не їжте ромашок» (Please Don't Eat the Daisies, 1960), а потім у виконанні дуету Дей та Артура Ґодфрі в «Човні зі скляним дном» (The Glass Bottom Boat, 1966). «Que Sera, Sera» також стала лейтмотивом шоу на CBS в 1968-73 роках. «Людина, яка знала надто багато» був єдиним фільмом Дей із Хічкоком, і вона призналася у своїй автобіографії 1975 року, що спочатку її бентежило те, як мало він дає вказівок. Врешті-решт вона поцікавилася, чи може щось не так, але він відповів, що все добре — якби вона не робила того, що він хоче, він би сказав.

## Вибрана фільмографія
| Рік  |   | Українська назва              | Оригінальна назва         | Роль                           |
| ---- | - | ----------------------------- | ------------------------- | ------------------------------ |
| 1949 | ф | Це велике почуття             | It's a Great Feeling      | Джуді Адамс                    |
| 1956 | ф | Людина, що знала надто багато | The Man Who Knew Too Much | Джозефін Конвей Маккенна (Джо) |
| 1958 | ф | Улюбленець вчительки          | Teacher's Pet             | Еріка Стоун                    |
| 1963 | ф | Посунься, кохана              | Move Over, Darling        | Еллен Вагстафф Арден           |